# Oued Seguellîl
Oued Seguellîl (arab. ‏وادي سكليل‎, Wādī Sakallīl) – wadi w Mauretanii na płaskowyżu Adrar, położone 20 km na południe od miasta Atar.
Zostało przegrodzone tamą o długości 450 metrów i wysokości 15 metrów w celu akumulacji wody płynącej okresowo.